# تراوی مک‌کوی
تراویس لازاروس"تراوی"مک‌کوی (زاده ۶ اوت ، ۱۹۸۱) یک خواننده و رپر آمریکایی است.وی در ابتدا کار موسیقی خود را با حضور در گروه هیپ هاپ جیم کلس هیروز (Gym Class Heroes) آغاز کرد . اولین آلبوم مستقل خود با نام "Lazarus" را در سال ۲۰۱۰ وارد بازار کرد.مک‌کوی در این آلبوم آهنگی با نام "Billionaire" به همراه برونو مارس اجرا کرد که مقام چهارم در بیلبورد ۱۰۰ و مقام سوم در جدول تک آهنگ‌های آمریکا بدست آورد.مک‌کوی در حال حاضر در حال کار کردن بر روی چهارمین آلبوم استدیویی گروه کلس هیروز با نام "he Papercut Chronicles II" می‌باشد.